# 罗伯托·曼加贝拉·昂格尔
罗伯托·曼加贝拉·昂格尔（Roberto Mangabeira Unger，/ˈʌŋɡər/，巴西葡萄牙语發音：[ˈũɡɛʁ]；1947年3月24日—）是巴西政治人物、哲学家，社会理论家。他的著作开辟了看待人类本性的另一视角，并且提出了针对当代社会、政治和经济制度的结构性替代方案。 他的十余本著作，主题是追求对马克思主义的彻底替代， 也涉及如美国哲学家理查德·罗蒂曾说过的「一个比历史著作中与某个这类转变世界的事件联系最紧密的际遇更好的机会。」昂格尔投身巴西政坛并参与世界事务，力图实现国家层面和全球层面的多种替代方案。
昂格尔在巴西和哈佛法学院接受教育，成年后一直在哈佛任教，他的课程深受哈佛学生的喜欢。他于1976年成为哈佛法学院最年轻的终身教职获得者，此后指导过许多世界级精英，包括奥巴马——他曾上过昂格尔的「法理学」和「彻底改造民主」课程。 昂格尔只在春季学期授课，课程内容涵盖了从宗教思想史到当今经济危机的解决方案等内容。
昂格尔思想的核心是来源于他坚信世界是被创造和想象出来的，并强调这个世界不是单一的。其思想基于这一前提，即个人或社会行为之下没有潜藏着任何自然的社会、政治或者经济秩序。对于昂格尔而言，财产权、自由民主、雇佣劳动等都是历史的产物，与自由而丰富的人类行动没有任何必然联系。他的著作努力揭示人类社会、政治和经济行动的各种理想，使这些理想摆脱它们所受到的制度束缚。他认为，这样做，将充分发挥人类的潜力，从而使人们「更加接近神」。  昂格尔认为，市场、国家，以及人类的社会组织不应有既定的制度安排，而应随着人类能力的发展而时刻进行实验和改进。昂格尔的许多著作都在试图重新思考能够将人性从社会等级的限制及经济奴役的退化中解放出来的政治和社会秩序。
昂格尔长期以来作为反对力量活跃于巴西政坛，在那里，他已经在力图实现替代性制度方案。他是巴西民主运动党的创始人之一，并起草了党章。昂格尔协助过莱昂内尔·布里佐拉（Leonel Brizola）和西罗·戈麦斯（Ciro Gomes）竞选总统；本人也曾竞选过众议院席位，并两次尝试竞选巴西总统。他曾在路易斯·伊纳西奥·卢拉·达席尔瓦（Luiz Inácio Lula da Silva）第二个任期內担任總統府战略事务部长。目前，他正在推动巴西朗多尼亚州的社会和发展项目。

## 生平

### 家庭
昂格尔的外祖父，奥克塔维奥·曼加贝拉（Octávio Mangabeira），是奥古斯塔·曼加贝拉（Augusta Mangabeira）——巴西巴依伊州（Bahia）一个贫穷的药剂师——和佛朗西斯科·卡瓦尔康蒂·曼加贝拉（Francisco Cavalcanti Mangabeira）养育的八个孩子中最小的一个。奥克塔维奥的哥哥若昂·曼加贝拉（João Mangabeira）创建了巴西社会党。他的姐姐玛丽亚·曼加贝拉（Maria Mangabeira）成立了一个宗教团体。奥克塔维奥在巴伊亚州的圣保罗大学技术学院教授天文学，并因1910年的一场关于哈雷慧星的公开讲座而成名，这次讲座促使他步入仕途。20世纪20年代后期，他曾任巴西外交部长；热图流·瓦加斯（Getúlio Vargas）独裁政府上台后，对他实行监禁，并流放欧洲和美国。奥克塔维奥于1945年回到巴西，随后合作创建了一个中左派政党。1946年，他当选为卡马拉联邦代表，1947年任巴伊亚州州长，并于1858年当选参议员。
昂格尔的父母亲都接受高等教育。父亲阿图尔·昂格（Artur Unger）出生于德国的德累斯顿，年幼时来到美国并入美国国籍。他是一位成功的律师。昂格尔的母亲，艾迪拉·曼加贝拉（Edyla Mangabeira）是巴西诗人和记者，曾出版数本诗集和一本回忆录，讲述她在巴西社会运动的经历，名为《流放与战争》Três exílios e uma guerra。她撰写的新闻稿见于巴西许多主要新闻出版物。. 阿图尔和艾迪拉在奥克塔维奥·曼加贝拉流放至美国期间的一次聚会中相识。

### 早年生活
昂格尔1947年3月24日出生于里约热内卢。虽然父母当时在美国定居，但是在举家游历巴西期间，父亲心脏病突发，耽搁了返美日程，使罗伯托在巴西出生。父亲康复之后全家返回纽约。小昂格尔在曼哈顿上东城度过了童年时光，进入艾登-斯蒂文森私立学校学习。昂格尔逢假期便去巴西，与外祖父待在一起。昂格尔表示，这些与外祖父共处的夏天影响了他对于政治的看法。
昂格尔7岁的时候，母亲就开始读本杰明·乔伊特的翻译柏拉图的《理想国》给他听，昂格尔回忆说这一经历也是他之后对思辨思想感兴趣的起源。11岁那年，父亲过世，昂格尔和母亲迁回巴西。昂格尔在一所耶稣会中学受教，并学会一口流利的葡萄牙语。1969年夏天，昂格尔从在里约热内卢的法学院毕业。 1969年9月，昂格尔如愿成功通过考试，被哈佛法学院录取。由于迟到而错过了针对留学生的夏季美国法课程，昂格尔与其他晚到的学生一道被安排参加每周一次的研讨会，这给了他一个直接接触哈佛教员及各种专家的场所。
获得法學博士之后，昂格尔以研究员身份在哈佛多待了一年。在这期间，反对者与巴西军政府之间的紧张关系加剧，他的姐姐在参加抗议之后被捕，他自己对这个警察国家深感恐惧，这些因素促使他决定不回国。哈佛邀请他留下攻读博士课程并且从教。23岁这年，昂格尔开始给一年级学生讲授法理学等课程。

### 学术生涯
1976年，29岁的昂格尔成为法学院获得终身教职的最年轻的教师之一。同年，他还荣获令人垂涎的古根海姆奖学金（Guggenheim Fellowship）。虽然教职是法学，但是昂格尔经常讲授社会理论和哲学课程。曾有法学院院长由于他开课「阿奎那、康德、黑格尔」，而要求他加上「与法律」。昂格尔回忆道：「我拒绝了，因为荣誉法则让我不能屈从于任何权威……他只是笑笑，耸耸肩，也就这样了。以后，基本上没有哪位法学院院长要求过我任何事。」
昂格尔在学术界的成功和影响始于分别于1975和1976年出版的《知识与政治》以及《现代社会中的法律》两本书。这两部作品对作为当代思想基础的法律、政治、道德和认识论假设进行分析与批判。《知识与政治》认为自由主义政治哲学错误地将繁杂的世界简化为二元定律——规则与价值观，理想与欲望等。《现代社会中的法律》探索当代西方社会法律的起源，并提出法律、政治和经济安排并非如通常假设的那样相互联系。
在这些作品的基础上，昂格尔与邓肯·肯尼迪（Duncan Kennedy）和莫顿·霍维茨共同成立了批判法学（CLS）。这一运动在美国法学院中激起争议，因为它挑战规范的法律研究，并对法律教育提出激进的改革建议。20世纪80年代初，该运动拥有数以百计的支持者，并举办年度活动和研讨会。几年后，批判法学运动在哈佛触发了一场激烈的内部辩论，批判法学者与年长并持传统观念的学者相较量。。尽管在该运动后期转向新方向时疏远了该运动，批评家仍然认为，昂格尔的社会理论为CLS批判主流法律思想理念提供了唯一可靠的基础。。昂格尔认为，批判法学运动的重要性在于，将法律视为「对重建的可能性的探究」，也即是说，当作一种设计更好的制度的工具。

### 学术影响
20世纪80年代的绝大部分时间，昂格尔在著述他的巨著《政治：构建性社会理论的作品》，这是一个有关社会变革和马克思主义的替代性理论。该理论认为社会是文明的产物，否认特定制度安排的必要性。这部书是他的早期法律思想的延伸，将法律制度对社会建构的作用扩展至所有人类行为。于1987年出版的这部书《政治》一书对但该社会理论和政治学进行了深刻的批判，并发展出一个深刻并极具原创性的结构和意识形态变革理论，为世界历史提出替代道路，对未来制度提出设想。
昂格尔的思想首先推翻这一观念，即从一种制度安排过度到另一种制度安排有一个必然的进展阶段，如从封建主义过渡到资本主义，继而构建一个反宿命论的社会变革理论，指导我们如何从一种制度安排过渡到另一种。这些思想为世界的重新构想以及建立北大西洋自由民主的替代性制度奠定了思想基础。

## 思想
昂格尔的哲学实践模式非常接近那些力求形成一种整体的实在观并且通过利用和抵制其时代的专业性知识来达成这一目标的哲学家们。这种模式可以被解读为一种彻底的实用主义，也可以作为一种使得西方在基督教影响下发展而来的理念和经验脱离希腊哲学范畴的努力。 昂格尔的思想也与亨利.柏格森（Henri Bergson）具有亲和性，特别是后者关于时间的思考。他的思想几乎永远在与黑格尔哲学进行着隐秘的交锋——昂格尔称黑格尔已经增强了「世界范围内理解历史意识原则的雄心」。然而，与黑格尔不同，昂格尔的思想否认先定的精神进化和明确的休止点的观念。他承认浪漫主义和存在主义产生自挑战世界的强有力的呼声，但是拒绝那种认为只要通过发动反对结构、常规和重复的战争（一种浪漫主义者和存在主义者相信我们注定会丢弃的战争），我们即可充分发展人性的浪漫主义和存在主义观念。他的思想在某些意义上是对叔本华哲学的倒转，认可其论述的生命的至高价值与自我的实在性及深刻性，但是避免了其对责任的漠视。他远离尼采在死亡面前的鼓噪，把这种极端的绝望主义当作是对于我们是谁、我们能够变成什么等此类问题的误导和误解。

### 社会理论
社会理论的现状及任务
在昂格尔看来，社会理论完成不了它把「人造社会」这个理念推向极致的任务。在《社会理论：现状与任务》一书中，昂格尔指出，古典社会理论天生就赞同社会是被创建和想象的而不是某种潜在的自然秩序的表达，但是同时，它的力度受制于这样一种流行的理论雄心：创建历史发展和社会发展的法则式解释论。在其影响下发展出来的人文科学主张辨识出一些可能的社会组织类型，它们由于不可避免的发展趋势或者根深蒂固的经济组织或心理制约而共存或者相互竞争，适者生存。马克思主义是其典型范例。
昂格尔指出，流俗的社会科学及其各种理论变形属于两种类型：深层结构社会理论和实证社会科学。前者在常规实践与塑造这些实践的潜在的制度框架之间作出了区分。然而同时，深层结构社会理论又坚持各类组织的不可分拆性及其根深蒂固的制约和发展规律，因此限制住了人类社会发展的多样可能性。后者，即实证社会科学的实践，不承认生发性构架与受构架制约的常规之间的区分是社会和历史解释实践的核心，而是将社会和历史看作不断处理问题的各类事件的后果。昂格尔认为，这导致社会科学要么服从于历史现状，要么为详细描述冲突及解纷之道而放弃了解释的努力。 

#### 必然性理论的错误
对社会理论提出批判之后，昂格尔继而对之进行重新构建，并避免流俗的深层结构社会理论之类型学和必然特性，同时避免避免实证社会科学无力解释世界的问题。他希望提出一个非连续性变化的理论，并坚持人力创造社会这一思想。
昂格尔首先阐述了错误必然性的理论，这种理论主张世界是人类行动的造物。不存在社会必须遵从的先定的制度安排，也不存在必须依循的必然的历史发展模式。换句话说，我们能够自由选择我们的社会将采用的形式和路径。不过，这不是把世界托付给绝对的偶然性。相反，昂格尔发现，存在着若干组制度安排，它们能够产生出特定制度形式——如自由民主等制度形式。这些制度安排是社会结构的基础，昂格尔称其为“生发性结构”。为了解释我们是如何从一种生发性结构转变为另一种，而又不至于陷入流俗的历史必然性的社会理论的解释（如从封建主义必然进入资本主义），并且在解释中维持有关人类力量及反必然性社会思想的真知灼见，昂格尔指出，存在着无穷多样的反抗社会和制度制约的方式，这些方式能导致无穷多样的后果。反抗及赋予人类强力（empowerment）的方式的多样性使得“改变”成为可能。昂格尔称这种赋予人类强力为“否定能力”。不过，昂格尔清楚地补充，不同的各种后果受到它们所由产生的那些制度形式的影响。新世界建筑在既存世界之上。

#### 弹性权力
在《政治》的第三卷《弹性权力：经济及军事成功之制度条件的比较-历史研究》中，昂格尔为阐发他在前两卷中发展出的理论而提供了他精心总结的历史材料。人类历史中的三个关键性难题构设出了具体的讨论。第一个难题是，一些社会是如何找到办法避免那种从货币经济回潮到自然经济而产生的灾祸，而欧洲如何能创造出条件，持久地杜绝这种回潮。第二个难题是保护性问题，或者说是社会怎样创造手段用财富来赎买暴力，以及它们怎样用暴力来积攒财富。第三个难题是一些社会怎样可能实现军事上的优胜。
贯穿这三个难题讨论，并且作为本书议论之核心的是，不存在某种单一的或者必然的社会、经济或军事发展路径。西欧社会据以积累起相对于世界其他地方的经济和军事优势的方法，产生自某些社会部门无计划、偶然的组织方式和行为，而不是通过一套必要而充分的条件。
在对第一个问题的回答中，昂格尔提出，西欧国家能够突破这一回潮周期，是因为精英阶层的分散使独立生产者得以自由地进行产业创新并形成民主的萌芽。尤为关键的是，国家没有作为精英的代表卷入其中，从而允许农民和独立的生产者能够与精英层相抗争，避免了屈服于地主精英的庇护和压制。
在讨论财富和暴力之间的关系问题上，昂格尔认为欧洲国家对保护财产不受暴力侵犯和使用财产获得暴力的传统方式进行创新，这个创新是公共财政和军事事业相结合的产物，使各国得以调动财富和人力资源保护边界、规划经济发展需要。然而，为实现这种创新，首要前提是国家必须强大、精英阶级必须分散；但即使这两个条件满足了也不能确保相似的结果，如17世纪的荷兰十分富裕，却没有投资军事发展，之后被英国政府征服。

#### 强化民主
昂格尔的强化民主理念在于建立更为开放并具有更强可塑性的一系列社会机构/制度，个人和团体可以通过这些社会机构/制度相互交流、提出变革的意见，并有效地使它们能够改变社会、经济和政治结构。达成这一理念的核心措施，在于将地方一级的自由贸易和治理机制与中央政府层面的政党执政能力相结合，从而促进激进的社会实验，给社会和政治机构/制度带来决定性的变化。
在实践中，这一理论涵盖中央政府的激进政治发展与地方的社会创新。在中央政府，通过赋予执政党以强大的改革权力，使政党得以尝试采取深刻而具体的解决方案。其结果是通过迅速解决政治僵局的方式，使党争转化为对社会生活的基本安排的质疑与改革。在社区中，强力民主可以通过“轮换资本基金”——一种鼓励从事企业家事业和创新的基金——使资本和技术得以在社区中普及，并促进创业和创新。公民权利包括个人的经济和人身安全，有条件的或暂时的团体对部分社会资本的索求，以及不安定权——这种权利设置可以赋予个人或团体权力去打破那些常规政治不能打破的、被常规性服从拖累了的各类组织和实践。

#### 当代社会科学和人文科学
昂格尔看到，社会科学和人文科学如今已经屈从于三种驱动力，即合理化，教化（humanizing）和逃避现实。这些驱动力限制了社会和人文科学的发展及其变革力量。
- 合理化：当代社会科学家将当前社会的秩序安排视为自然状态，并将之视为与各种替代制度竞争中的胜利者。在实践中，社会科学家仅仅解释了为什么目前的体制格局如此安排，并没有认识到尚在探索过程中的社会安排是特定历史和时间的产物。这些制度所产生的法则也因而无法成为人类社会的普遍法则，因为体制环境的变化将使得这些“法则”失去效力。[28]

- 教化：今天的政治和法律思想运行的前提是，我们不可能根本上改变社会，因此只应该努力使一个不完美的世界变得更人道一些。[29]不去重构引发不平等和不安全的各种根本性因素，那些目标在于教化世界的思想，主张通过政府进行财富的补偿性转移去缓解市场经济所产生的不平等和不安全。[30]在昂格尔看来，这些将自身局限于教化世界的政法理论家们，陷入了“结构变迁的想象贫困”和我们必须在教化（在边缘处实施改革）与革命（一个整体系统对另一个的替代）之间进行选择的错误观念。[30] 作为回应，昂格尔主张，人们不必在革命与教化之间进行选择，因为社会并非“不可分拆的系统，俱荣或俱衰”，我们可以零敲碎打地对之加以重构。[28]

- 逃避现实主义：逃避现实主义只是描述和探索的冒险意识，这与我们所面临的问题和改造社会秩序并无直接联系。逃避主义者专注于精神上的冒险主义，而放弃对社会结构作出改变。针对这一思想,昂格认为一些社会结构较之其他社会结构相对容易改变，因而悲观地信仰一个通用的格言:所有的制度结构都是我们超越精神无可改变的对手.[31]

#### 转变志业（Transformative vocation）
昂格尔认为，存在着三种关于社会工作的理念：作为荣耀召唤的工作（work as honorable calling），作为工具的工作，以及作为转变志业的工作。作为荣耀召唤的工作是这样一种理念：“劳动使个人有能力去支撑给他提供了最重要持久之关系的家庭。”你的工作给了你尊严，证明你拥有社会某个领域的技能和经验，显示出你既不飘来荡去、依附他人，也不是毫无用处。 
工具性的工作观是这样一种理念：工作“缺乏任何内在的权威”，也不具有“任何赋予人类生活以尊严或指导的权力。” 昂格尔认为，以这种方式来构想人们的工作，就是“把社会世界看作完全是压迫性的或者异化的。”对于昂格尔，如此看待工作的人正是否认任何对于这个世界的归属感。
最后一种工作观——一种昂格尔认为是从内自外创造出的工作观——把自我实现与转变联系起来。在这个理念中，工作是对既存社会或可获取的知识之不足或限度的挑战。持有此种“转变志业”的人们发现，“自我实现与服务于社会相结合”，并且“反抗成为奴役的对价。” 昂格尔认为转变志业的理念是世界一种反抗性的、冉冉升起的理念，“针对其它两种工作观发起了无声的精神抗争。”

### 法律思想
昂格尔在法律方面的工作与他关于社会理论的思考紧密相连。与当代法律学者不同——他们把法院和法官放在法律分析的前线——昂格尔以法律为制度想象的场所。在很多方面，他努力恢复德国历史学派的观念：法律是民族的生活。他认为社会生活的每一个领域都根据特定的实践——诸如市场经济或财产权——而得以组织并且编辑成为法律；但与此同时，这些法律也是加置在社会生活之上的理想规划并得以执行。
昂格尔法律方面的工作分为四个阶段，除了最后一个阶段之外，都有其相关的重要著作出版。第一个阶段是他第一部论述法律的著作，《现代社会中的法律》，把法律放置在社会理论的论域中，提出人类历史中不同的法律体系类型的范畴，分析了它们的发展轨迹并不必然附着于特定的制度结构。 第二个阶段在《批判法研究》达到顶峰，在这部著作中，昂格尔为实施其思想纲要制定了建构性的路径。 第三个阶段是《法律分析应当是什么？》的出版，主张法律和法律分析不是作为理性化和维护既存制度安排的工具，而是作为重新想象我们藉以表达自身社会理想的社会、政治和经济制度的场所（terrain）。 昂格尔法律思想最晚近的发展，集中体现在他的公开讲座之中，他揭示了如何动员法律去实现一系列关于社会的理想。

#### 现代社会中的法律：通向社会理论的批判
昂格尔第一部论述法律的著作研究了法律与社会制度安排之间的联系。在该书中，他追问为何现代社会能产生具有独特制度形式（如立法机构与法院、掌握处理社会问题之推理方法的特殊的法律职业阶层）的法律体系。他通过提出为何这些实践最初出现在西欧这个问题，进一步拓宽了设问。诸如马克思、韦伯这样的理论家已经指出，此种法律安排是保护财产权和个人自治的经济必然性的产物——换言之，必然随资本主义而出现。昂格尔拒绝这种决定论解释，而在《现代社会中的法律》中进一步主张，这个私权体系并非基于必然性、效率或者道德优越，毋宁是特定的、偶然的政治和文化发展的结果。也即说，它在欧洲出现是自然法和普遍性传统的结果，也归因于君主、贵族和资产阶级之间不可名状的关系。
昂格尔认为，自由主义法律秩序坚持法律面前的平等，从而剥除任何豁免权，显示了法律是人造物而非神圣权利。但是，进一步，昂格尔认为在这套法典与经济秩序之间不存在任何必然性的联系，这套制度在欧洲产生，只是作为君主、贵族和资产阶级之间不可名状的关系的产物。从自然法和普遍性的深厚传统中，它获得了特别的一般性的形式。

#### 批判法学运动
这项早期的对法律和法律思想的历史分析，为昂格尔对于批判法学运动的贡献奠定了基础。 该运动本身于1970年代后期诞生在哈佛法学院的青年法学者中间，他们谴责美国法学的理论支柱——法律现实主义。运动的参与者们致力于塑造基于某种人性观的社会，而排除了法律制度隐藏的利益和阶级支配力。该运动发展出两个路向：其一，彻底的不确定性，即批判法律只是我们希望其是的任何东西；其二，新马克思主义的批判，即攻击法律只是资本主义的制度形式。昂格尔提供了第三种路向，即一种建构性的图景：重新思考基于个人解放和赋予其强力的各种权利、以及根据为多数人创造更多的教育和经济机会的目的而引导自身不断修正的结构安排。 他在他的《批判法学运动》中勾画出这种构想，这部著作很快为他赢得了该运动哲学导师及先知的赞誉。 

#### 法律分析应该变成什么？
在其后的法学著作《法律分析应该变成什么？》中，昂格尔对流行的法律职业观展开彻底批判，并且勾勒出一种综合性纲要，旨在使法律和法律思想能够起到“文明的理想在其中得以展现为精细的制度形式的场所”的作用。 这部著作，以及他于1995年在伦敦经济学院发表的年度Chorley讲座——其后发表在《现代法评论》 ——是昂格尔这种思想最清晰的阐释：当前缺乏结构性替代方案的理念，要求法律应当作为制度想象，服务于社会、政治及经济的重构。在其法学研究的第三个阶段，昂格尔要求法律为我们揭示我们所生活于其中的这个社会，想象它的多种替代性未来，并促进其实现。
昂格尔首先评论我们当代的制度和思想安排，认为我们陷入一种不再允许社会或经济生活的创新或实验的静态体系之中，而且我们能获取的思想工具并不能完成努力重新创造各种可能性的任务。然后，他转而探讨法律和法律分析是如何从，如在19世纪之际被构想为通过把选择的权利与被设计来确保这些选择过程得以实现的规则联合起来以塑造自由和政治秩序的场所（the site），在20世纪却堕落为教条式的、既定规则和权利体系的并且通过政治得以维护的附属品。 昂格尔认为，今天的法律思想只是在理性化那些构成了当代制度安排的既存规则和原则（他命名为“理性化的法律分析”）。由于其已失去了想象和创新的能力，昂格尔认为，这种理性化的法律分析只能揭示它所见的那些作为法律潜在原则的东西。它无力重新思考我们的社会、经济或政治安排。最后，昂格尔提供了一种法律分析怎样实现这种重新思考的图景。通过实施他所谓“测绘”和“批判”的步骤，这种激进的分析方法将通过审视具体个案而揭示法律的意识形态内核，进而发现法律是如何依附于特定意识形态，最终指明法律是怎样用其自我标榜的重要性掩盖了其它各种理想和利益。与理性化法律分析不同，这种分析方法没有赋予法律一副好看的面容，相反搅乱了法律的体系，揭示出理想是如何为适应制度形式而被拦腰截断。对于昂格尔而言，法律分析的积极性在于制度想象，进而反抗法律，摆脱制度障碍。 

### 经济思想
昂格尔经济思想的核心是，经济学应致力于重新想象和重造有关人类生产和交换的制度安排。对昂格尔来说，经济制度没有固定的或自然的形式。与他社会和法律理论作品中建立的批判态度一样，昂格尔的经济学著作拒绝古典和新古典经济学家的必然性倾向，寻求对于当代社会之制度安排及前提假设的替代方案。在他的著作中，主旨是修正那些关于工场、国家及全球经济中的市场经济和劳动分工的理想。

#### 经济学批判
昂格尔的经济学批判从辨识经济史中的一个关键时刻/行动（movement）开始：对生产和交换的分析从社会理论中独立出来，专注于探寻科学的客观性。在昂格尔的分析中，古典经济学关注那些与财富的生产和分配有关的社会行为之间的因果联系。古典经济学家研究价值的真实基础、对国家财富有益的行为、权利体系，或者人们于其治理下得以致富的政府形式。在19世纪晚期，为回应来自社会主义理念和讨论（关于社会如何运作）的攻击，也作为避免价值理论的诸般难题、回答价值是如何变成价格的方法，边际主义经济学诞生了。经济学的这个行动使经济学不再具有使经济研究从有关社会是如何运作以及我们希望生活在何种社会之中此类问题的讨论中脱离出来的描述性和规范性的作用。对于昂格尔，经济学的这个历史行动使它丧失了任何分析和实践的价值。
昂格尔对边际主义的批判从瓦尔拉斯均衡理论（Walras’ equilibrium theory）开始，该理论通过搁置有关社会组织的规范性争议，努力实现经济分析的确定性。昂格尔认为存在削弱该理论的三个弱点：首先，该理论主张均衡可以在市场经济中自发地产生，但实际上，自我调适的均衡并不存在；其次，该理论提出一个确定的市场的图像，然而，在历史上，市场已经显示出不确定性，附有非常不同的市场制度安排；第三，其使用的效率的概念充满争议，无法考虑围绕着个人、阶级以及代际之间的分配的差异。
昂格尔指出，边际主义运动对经济学研究的影响是复杂的。最直接的问题是，在经济学的这个一般化的趋势之下，没有据以吸收经验证据的方法，因此无法重新想象世界并且拓展新的理论和新的方向。在这个理论之下，经济学学科只能是自我指涉的和理论性的。更进一步讲，缺乏关于世界的规范观念削弱了经济学规划事物的能力而只能提出政策处方——这种处方注定预设一个既定的框架。经济学学科只是对世界的理性化，只支持现状。最后，昂格尔认为，经济学的这个转向只能导致宏观经济学的讨论变得泛化（universalizing），使该学科放弃了历史视角。结果是，如凯恩斯应对特定历史危机的方法，在它只应当被理解为是一种特定形势的应对方法时，被转化为一般性理论。

#### 重新定位经济学
昂格尔的经济学观念是，经济学不能脱离有关个人和社会生活的理念。人类行为和政治组织必须被包含入任何有关贸易和经济的分析之中。在重造这门学科的时候，昂格尔呼吁回归古典经济学的规范性实践，但要剥离它的必然性假设（necessitarian assumptions）以及类型学参照（typological references）。解释性主张和规范性理念的发展必不可少。经济学学科必须把转变自然与转变社会联合起来——事物的创造与人类组织的重造必须联合在一起。
在《重新想象自由贸易》中，昂格尔勾勒了开始思考经济行为的六点理念：
1、	专业化和发现的问题。当贸易伙伴不平等但又并非完全不平等的时候，竞争倾向于限制自我发生转变，因为贸易双方都被迫削减而不是创新和增加效率。
2、	政治主导经济的问题。政策的制定和实施不是一个发现的问题，而是自上而下执行的问题。僵化的国家控制将限制社会应对紧张和危机的能力，政治因此而创造了它自己的预想，限制了创造力和替代性方法。
3、	自由贸易应当通过把贸易体制按照增强贸易伙伴实验和创新能力的方式组织起来，增强自我转变的能力。这不是自由贸易规模的问题，而是哪一种自由贸易的问题。最好的制度安排是设置了最少限制的那种。
4、	替代性自由贸易。市场没有必然的、自然的形式。如果市场经济能够以不同的方式加以组织，那么市场经济间自由贸易的普遍秩序也可以如此。
5、	重造劳动分工。针厂劳动组织描绘了一种工作分工的图景，似乎劳动就是一部机器的运作。但是，我们可以让机器去从事这种工作。我们应当去我们尚未清楚机器能否从事的工作领域中进行创新。生产应当是一个集体学习和持续创新的过程。
6、	思想突破环境。思想既是机械的又是反机械的；既是程序化的又是累积性的。因此，我们从不会依附在任何环境之中，我们需要有那种永远适于改造的制度安排。

#### 重构经济制度
在昂格尔看来，经济学不仅是有关财富的装置，也是不断的创新和发现。它应当允许最大的自由以便重新组合人与资源，也应允许人们在制度环境中创新。市场经济不应该只是关于其自身的单一且教条的版本。
昂格尔提出大量的一般性制度建议，其目的是重构世界贸易体制，并在市场经济中引入新的替代方案。针对国际和全球贸易，昂格尔主张有必要实施不同的财产权体制的实验，在这种实验中，多重形式将共存于同一个市场体系中，而不必紧系于个人财产权及契约劳动。一般而言，与把自由贸易最大化作为目标不同，昂格尔看到一种必要性：以重新协调全球开放与国家和地区多样性、偏离主流、异于主流以及实验之间关系的方式建立和放开世界经济，在这里，思想将使世界变得更支持多元替代方案。针对国内经济而言，昂格尔拒绝资本自由流动的要求，因为有的时候有必要限制资本流动。因此，他更重视人力的自由流动。劳动力应当被允许在世界范围内自由流动。

#### 论二十一世纪的经济刺激方案
最近，在YouTube上名为“超越刺激方案”（Beyond Stimulus）的视频中，昂格尔提出了应对当前经济问题的三个关键政策：
1、	改变与生产相关的金融制度，以使金融服务于生产。税收和金融管制对生产无益。使用公共资本来发展风险资本基金。
2、	拓展支持中小企业发展的经济机会。反对政府管制和各种国家控制模式。支持政府与企业之间合作，鼓励企业与企业之间的合作及竞争。
3、	教育：需要一种适应振荡而多变的经济要求的教育体制，职业教育应传授一般性概念和灵活性，而不是专业工作技能。

#### “经济秩序中必然性的幻象”
昂格尔第一篇经济理论的论著是1978年5月刊于《美国经济学评论》的题为“经济秩序中必然性的幻象”的论文。在该文中，他针对当代经济学思想有必要仿效古典政治经济学——在其中，交换的理论应当被吸纳入权力和观察力的理论中去——进行了一项案例研究。
这篇文章阐释了美国经济作为一个无力实现工场中生产和集体生活民主化的经济体的问题。根据昂格尔，这种无力正是缺乏一种包含了生产、社会以及国家等诸项内容的综合纲领的结果，以至于缓解不平等的各种最直接的努力在组织或选区，如工会等，获得短期收益的过程中被淹没掉了，并且为现实状态所驯化。
为了实现工场中的民主并且取消贫富差异，昂格尔认为有必要把有关工人集体生活的纲领与国家层面的民主的拓展联系起来，其目的并不仅仅是有关经济生产和工人的权利，而是必须通过在结构层面上的国家规划来完成。他不仅仅是通过要求重构基于私有产权之上的企业与国家的关系，而且也通过以包含了获取工作、市场和资本在内的一套新的权利取代此种关系的方式，推进这个理念。只有随着私有权利逐渐被淘汰，分散化的决策权利和市场交换方能扩展到工人那里。满足这个要求，需要限制企业规模及利用利润来控制他人劳动的作法。
新古典经济学不能完成上述任务，因为它起步于这样一些前提标准：它是用来解释经验资料而不顾及那些不符合理论的经验。昂格尔指出，任何事物都并非嵌入在无需考虑具体环境的永恒的普遍性之中。而且，最大化、效率和理性化此类概念的模糊性也损害了对于特定的理性人行为理念的分析：要么使这种分析变成同义反复，要么把这种分析缩减为一套被解释成物质交换语言的权力关系。

### 纲领性思考
昂格尔思考的关键点是要在重新修正社会制度之前重新思考它们。这要求一个纲领，或纲领性思考。不过，在建立这个纲领时，我们不必去接受完全的革命性变革，以免遭受如下三个错误假设的折磨：
•类型学的谬误：这个谬误是认为，历史上存在着一些封闭的制度选择方案，诸如“封建主义”或“资本主义”。事实上，不存在社会的自然形式，而只有零零散散的制度变迁、政治行动和文化变革（以及历史偶然和巧合）的特定结果。
•不可分拆性的谬误：多数投身革命性左翼事业的人都错误地相信，制度结构只能整体兴盛或衰败。然而，结构是可以被零敲碎打地加以变革的。
•决定性的谬误：这种谬误是认为，不受控制的且难以被理解的法则般的力量驱动着制度体系的历史更替。然而，并不存在历史的自然流向。我们创造了我们自己和我们自己的世界，而且能够以我们选择的任何方式去实施这种创造。
为了纲领性地思考社会转型，人们必须首先勾画出其希望社会变化的方向，然后确认我们能够据以朝此方向行动的起始步骤。这样我们可以制定沿着此轨迹发展的要点建议，它们相对接近于事物现在或较远以后运行的形态。这提出了在革命与改革之外的第三条道路。它是革命性的改革，在这里人们拥有一种革命的视野，但按照渐进改革方式行事。如同昂格尔强调的，转变性政治“不是蓝图，是路径；不是大厦，是乐曲。”

#### 两种左翼
昂格尔认为当今世界有两种主流的左翼，即顽抗派（recalcitrant left）与教化派（humanizing left）。顽抗派左翼力求阻滞市场和全球化的进程，回归大政府干预和强社会纲领的时期。教化派（或“改革派”）左翼接受世界当前的形式，把市场经济和全球化当作不可避免的事物，试图通过税收-转移支付的政策缓和其影响。 
昂格尔发现当代左翼这两种主流定位的不足之处，主张“重构左翼”——一个坚持通过重组市场经济而重新指导全球化过程的方案。在他的两部著作《替代性的左翼方案》和《美国进步主义的未来》中，昂格尔制定了一种民主化市场经济并深化民主的纲领。重构之后的左翼将超越有关政府适当规模的争论来看待问题，代之以在实验共存的各种私有和公共财产的市场经济中重新想象的政府与企业关系。 如同顽抗派和教化派一样，它致力于社会团结，但却“拒绝允许我们社会联合中的道德利益仅仅依赖于国家以补偿和回溯性再分配的形式实施的货币转移”，如联邦权利纲领的例子。与此不同，昂格尔的重构的左翼首肯“那种任何人都应当，以某种方式并在某个时期内，分享关心他人的责任的原则。”

#### 替代性的左翼纲领
昂格尔已经在经济发展、教育、市民社会和政治民主等领域内制定了具体的政策建议。
•关于经济发展，昂格尔注意到今天只存在两种为我们所用的国民经济模式：商业控制政府的美国模式和自上而下官僚控制经济的东北亚模式。引述了对于这个问题的更大的想象需求之后，他提出了具备分散性、多元性、参与性、实验性的第三种模式。这种模式采用鼓励小商家发展和创新的经济体形式——小商家的发展和创新将创造出大规模的自主创业和相互协作。其重点不再是对大商家作为经济体主流部门进行的保护，而是在于高度流动性和创新性的小企业。
•昂格尔把这种经济体的发展与鼓励创造力及赋予思想以力量的“教育体制”联系起来，后者绝非他目前所见的那种只对家庭的再生产以及把个人放置在国家的服务中有益的体制。他建议，新的教育体制应当因地制宜地设置，但必须有国家监督的实施标准，同时还应有对地方体制的失败进行干预的程序。
•昂格尔对既有社会纲领的批判和替代直指市民社会的核心。他声称，我们目前面临的问题在于，我们有一个只负责提供低质量的服务并且禁止市民社会参与公共服务品的官僚体系。他制定的替代方案是促使国家行动去帮助市民社会部分加入公共服务和关爱。这将使每一位获得权力的个人激发出生产性经济（the productive economy）和关爱性经济（the caring economy）两方面的责任。
•昂格尔所倡议的政治民主要求一种高度活跃的体制，它取消了改革对于危机的依赖。他认为，这一点能够通过以如下五种制度创新来打破政治和政党瘀结及制度化带来的永恒威胁而实现：第一，通过公共竞选募资和配以自由使用媒体的权利，增强集体参与；第二，通过使执政党（the party in power）有能力推动建议和改革，反对党有能力解散政府并要求临时竞选，打破立法的僵局，从而加速政治决议的步伐；第三，社会的任何部分都具有从政治过程中退出以及为自己的治理提出替代方法的自由；第四，赋予国家救济那些没有能力通过集体行动解放其自身的被压制群体的权力；第五，直接参与式民主（direct participatory democracy），在其中，积极参与不单纯是围绕着资金支持和财富分配，而且是人们得以通过建议和行动直接参与其地方和国家事务。

### 哲学
昂格尔哲学的核心有两个关键理念：个体的无限性，世界的单一性及时间的实在性。个体的无限性背后隐藏的假设是，我们存在于社会环境之中，但我们并不只是这些环境可能把我们界定成的样子——我们可以超越它们。依照昂格尔的术语，我们都是“环境所束缚的和超越环境的”；我们作为“被塑造的精神”，作为“禁锢于有限中的无限”而出现。 对于昂格尔，不存在个体及其社会存在（social being）的自然状态。毋宁说，我们在精神上是无限的，可能自由地变成任何形状。因此，没有任何社会制度或习俗能够包纳得了我们。在制度确实规定及塑造我们的存在（beings）和相互交往的同时，我们可以改变它们的结构和它们禁锢我们的程度。 
世界单一性和时间实在性的哲学通过那种主张只存在唯一的真实的世界（没有多样的或共时的多个宇宙）、时间真实地存在于世界（而不是作为我们必须藉以体验这个世界的幻觉）的命题，把历史建筑成为决断行为的场所。这些理念质疑康德及其思想遗产，通过洞察到“可能中的现实和想象”重新肯定了未来的开放性。
无限性和实在性这两个理念处于昂格尔那要求形式而上学和制度革命的纲领的核心地带。坚持精神在世界中的可塑造性，意味着它所不能渗入或转变的那些常规必须被打破，要做到这一点，只能通过以开放出所有可能性及允许生活和社会结构中的实验的全新方式改变我们的社会制度。将个体看作超越环境的，意味着我们必须有能力重新创造我们的环境，这一点只能在一个单一的世界中（在其中，时间是真实的）实现。

#### 自我与人性
主要文本：《激情：论个性》
在《激情：论个性》中，昂格尔从关于人类的这样一种根本困境的视角探究个体及其与社会的关系：人们既需要把自己建造成世界中的独特个体，但同时又寻找与他人的共性和团结。这项研究奠基于昂格尔所谓的人类作为生活于环境中但不受环境完全束缚的现代主义想象。
昂格尔的目的分为两部分。首先，批判、拓展和捍卫有关人类和社会的现代思考，“以便于这种实践能够更好地抵抗自休谟和康德以来哲学对于思考实践所设置的批判。” 其次，发展一种以昂格尔所谓的激情为本位的人类正身（human identity）的规范理论。这些激情是我们对世界的原始反应，与理性相矛盾但又服务于理性。他勾勒出九种组成以及被我们与他人的交往关系所组成的激情：性欲、失望、憎恨、虚荣、嫉妒、羡慕、忠信、希望、爱。在这些情感状态可以被看作原始情感的同时，它们的表达一直是根据个人驱动或学会驱动它们的那种环境而变化的。

#### 宗教与人类境况
昂格尔已经广泛地写作和谈论过宗教和人类境况。 昂格尔认为，宗教是一种世界观，在其中，我们锚定我们的生活方向。正是在这个方向中，我们处理我们最大的恐惧和最高的希望。因为我们注定会逝去，所以我们期望永生；因为我们没有能力抓住存在或宇宙的整体，所以我们努力消除神秘之物，并提出一个宏大的解释；因为我们欲壑难填，所以我们呼喊着与这种欲望相配的目标，一个无限的目标。人类最初的宗教讨论关注自然及人类对自然的敏感之处。但是随着社会进化以及人们发展出应付自然不可预期性的方法，宗教的重点转移到社会存在及其不足之处。昂格尔认为，当我们不再告诉自己人类将趋向完美，当我们开始直面人类存在之不可救药的缺陷之时，宗教的新的时刻即将开始。 宗教的未来在于拥抱我们的必死性（mortality）和我们的漂移无根（grundlessness）。
昂格尔看到了人类境况的四个缺陷。它们是，我们的“必死性”和目睹着死亡的步步逼近；我们的“漂移无根”，因为我们无力找到应对存在之谜的方法，看到时间的起始与终结，但又放不下对生命意义的探寻；我们“贪得无厌”（insatiability），因为我们总是想要的太多，从有限之物中索求无限；我们“易受贬损”（susceptibility to belittlement），这使我们处在这样一种状态中：永远面对那些迫使我们日渐憔悴（die many little deaths）的琐碎的常规。
人类思想史中对这些缺陷有三种主要的应对方法：逃避（escape）、教化（humanization）和对抗（confrontation）。
•“超越世界”否定现象的世界及其各种特性，包括个体的特性。它宣扬仁慈地对待他人以及淡然面对苦难和颠沛。人们因超脱于苦难和颠沛而获得平静。佛教和柏拉图及叔本华的哲学最好地表达了这种取向。
•“教化世界”通过把全部重点都放在我们对彼此的互惠责任上，而在无意义的世界里从社会交往行动中创造出意义。儒教和当代自由主义表达了这种思想趋向，二者都意在松动这个世界的残酷。
•“抗争世界”是由这样一种理念所设定：各种个人及社会的转变可以增加我们对与神相联的那些特质的分享，可以给予我们更宽阔的生活。它强调利他主义之上的爱，拒绝以自利为主导的道德以便增进团结，强调个体之爱的谦恭。这种取向已经有两种不同的声音在表述：犹太教、基督教和伊斯兰教的神圣声音，与非宗教的有关解放的各种方案的世俗声音。

#### 未来的宗教（the religion of the future）
与世界相抗争的精神取向已经在现代世界激发了非宗教的解放运动，正是在这里昂格尔看到了未来的宗教。不过，昂格尔看到的问题是，作为已建成的宗教，这种取向已经背叛了它的意识形态根基并且已经与既存秩序相和解。它已经接受了社会阶级结构的等级制，接受了以货币的转移和储蓄作为团结的基础，并且通过投入它们既得的保守地位而重新肯定了既存政治、经济和社会制度的基础。因此，“为了忠实于最初使得这种取向有说服力和有力度的东西，我们必须使之彻底化以反对既存的制度和主流的信念。”
昂格尔的呼喊是为了我们宗教信仰中的革命，它既包括个人的转变也包括制度重组；在个人生活中创造出变化，也会在社会组织中创造出。第一部分个人转变的纲领意味着从我们在其中生活着的混混沌沌的状态中逐渐苏醒过来，认识到我们的必死性和无根性而无法转向神和哲学。第二部分社会转变的纲领意指用通过创造社会制度——这些制度允许我们不断推翻我们身上的局限和环境，并且使得这种推翻不是一次性行为而是持续的过程——实施的制度实践来补充形式上学的革命。这是一种强力民主的纲要，要求在市场经济、教育、政治和市民社会实施改革。“目的不是教化社会而是使人性神化。”它“把日常生活提升到更高的集约和能力的层次。”

### 自然哲学
昂格尔关于时空的哲学，主张世界的单一性和时间的实在性。他的主张建立在自然哲学的传统之上。他取代了牛顿式的关于时空之外独立观察者的理念，回应了大卫•休谟的怀疑论，拒绝康德的立场，并且攻击了当代宇宙学关于平行的宇宙的思考。 放置在其世界及因果性观念基础上的突出要点，是对所有可能性的开放；它否认存在一种封闭的选择体系，在其中我们的未来受到决定性法则和类型所支配。正是这种对于社会的理解，否认当前社会安排的自然性和必然性；“这是一种拒绝以证明当前社会安排具有自然性和必然性的方式来解释此种安排的社会和历史理解方法。” 
世界的单一性的命题主张，存在唯一一个真实的世界。这种命题与当代理论物理学和宇宙学截然相反，后二者致力于探究多重宇宙以便摆脱如果宇宙只是独一的则如何找到解释的法则的困境——只有不仅适用于独一的宇宙而是对所有宇宙都有效，法则才是具有普遍性的。然而，没有经验证据证明存在着多重世界。昂格尔的单一性命题能够更好地回应我们的经验观察，并且为回答当今宇宙学四大主要难题设置概念平台：大爆炸（big bang）、初始条件（initial conditions）、地平线问题(horizon problem)、以及常量的精确值，如地心引力、光速和普拉克常量（Plank’s constant）。
时间的实在性命题主张，时间“是真实实在的”，所有事物都具有历史性。这个思想是将所有事物都历史化，甚至包括自然法则，并且挑战我们按照似乎时间是实在的但又不那么实在的那种看法而行事的方式——我们行动，似乎有那么点实在性否则就不存在因果关系，但又没有实在到连法则也在因时而变的那种程度。昂格尔坚持时间的彻底的实在性以至于自然的法则也服从于它的强力，也必定因时而变。不存在变化占据着的永恒的法则，相反，时间先于结构。这个立场给予宇宙以历史性，使得时间不再是突然绽放（non-emergent），而是全球一体、不可逆转、并且连续不断。
把这两个命题放在一起，昂格尔就理论化了这样一种状况：自然法则与其解释的现象一道发展。法则和初始条件共同演化，它们的经历与细胞在生物的不同复杂性层次上复制和变异的方式是一样的。使用宇宙学的术语，昂格尔解释了当能量状态高昂但却不是无限的时候，宇宙起源上从一种结构向另一种的过渡，而其运动的自由较之在已知的法则下运作时更为巨大。前一种宇宙的条件与其后那种宇宙相兼容。新的宇宙可能在结构上是不同的，但却是通过旧有的那个宇宙——如大量的基本粒子、强度不同的力量和宇宙的常量——来创造的。随着宇宙平静下来，这个现象和法则与相继生产出的材料一道起作用；它们是路径依赖的材料。They are also constrained by the family of resemblances of the effective laws against the background of the conceptions of alternative states the universe and succession of universes.

#### 数学与唯一的、实在的、沐浴在时间里的世界
昂格尔指示的这些立场的一个结果是对数学的概念和功能的修正。如果只存在一个完完全全沐浴在时间里的世界，那么数学就不可能是抓住了现实、与时间无关的多重宇宙的表达。相反，昂格尔论证，数学是一种剔除了时间和现象差异来分析世界的手段。通过撇开时空的世界，它能够更好地关注现实的某个方面：世界的一些片段与另一些片段相联系的特定方式的反复出现。它的主题是结构化的整体和关系簇，那是我们在仅仅作为镶嵌在与时间相联的、显明的世界的特定物的数学之外所看到的东西。以这种方式，数学扩大了我们解决问题的能力，延伸了人类见识，但是，它不是这个世界的一个部分。

## 參政
昂格尔在巴西有着长期的政治活动经历。1970年代和80年代，他为早期的反对党工作，反对巴西军事独裁，还于1980年起草了巴西民主运动党（the Brazilian Democratic Movement Party，PMDB）的成立宣言。 他作为私人顾问为两任总统候选人提供服务，并在2000年和2006年亲自发起尝试性的参选。2007年至09年，他出任卢拉政府的战略事务部长，目前正推动着朗多尼亚州的一系列社会和发展规划。
驱动昂格尔参与政治的是这样一种理念：社会能够被创造和重造。与穆勒或马克思不同，他们假定了一个特定的阶级作为历史代理人，昂格尔没有去寻找转变政治的某种单一的工具。他倡导世界范围的革命，但是并不将此事的发生看作是某种单一的灾难性事件或者由某个阶级代理人（如共产主义运动）所执行。相反，昂格尔对渐进变革的可能性心領神会，在那里，制度可以被逐渐地替代，持续的弹性能够被建造在制度的基础之中。
这个立场使得昂格尔不断参与政治活动。通过支持承诺变革的候选人和本人亲自出任官职，以及通过在中央政府中服务和分担国家相关的政治和社会计划，他在巴西已经投入到国家和地方事务之中。

### 早期政治活动：1970年代和80年代
昂格尔参与巴西政治起始于巴西开始民主化的1970年代晚期。1979年，他宣布自己加入当时主要的反对党，巴西民主运动（the Brazilian Democratic Movement ，MDB），被该党领袖Ulysses Guimaraes任命为参谋总长（chief of staff）。他最初的工作是发展本党的地位，并为本党的国会代表起草政策建议。 当军人政权在当年晚些时候解散两党体制，建立起多党体制时，昂格尔力促进步的自由主义者和独立的非共产党左翼分子并入巴西民主运动党。作为该党的共同缔造者，他撰写了党的第一份宣言。 昂格尔在保守派系崛起之后离开了该党，这个派系是MDB的一部分但是已经被排除在PMDB的最初构成之外。
在1980年代早期脱离PMDB之后，昂格尔开始寻找能够作为他的国家替代性方案载体的政治代理人。1981年，他加入Leonel Brizola，里约热内卢前州长，一位偏重左翼立场而非独裁的人物，领导的巴西民主劳工党（the Democratic Labour Party of Brazil，PDT）。Brizola已经成立了PDT，昂格尔把它看作可信的军人政权的反对者。整个1980年代，他与Brizola一起走遍全国去招募党员，并且发展出政策立场和政治语言。
1983年，Brizola，当时处在他三任里约热内卢州长的第二个任期里，任命昂格尔为国家未成年人教育基金会首脑，那是一个国家为无家可归的儿童设置的基金。在其任期里，昂格尔开始激进的制度改革进程，例如允许国际领养，为儿童重建家庭。他也在贫民窟建造社区组织，为防止弃养儿童而帮助维系家庭。

### 政治竞争：1990年代和2000年代
在1990年，昂格尔为议会下院的席位进行了一次象征性的竞选。他没有经费，没有团体，只参选了八周。他活跃在改革的贫民窟的平台上，面向贫民窟街坊发表演讲。他获得了9000选票，只差1000选票就能赢得该席位。然而，没有选票是来自贫民窟的，他的所有得票都来自中产阶级，甚至他从未在那些街坊或者对着这种选民竞选过。
回忆这个经历，昂格尔说：“真是有些荒诞……我没有经费，没有帮手，单身一人走进这些贫民窟，分发宣传册，经常是对着当地的毒贩。” 这是一次昂格尔回忆起来作为引导他信念的经验：体制和可能性较之他此前所想象的更为开放得多。
1989年和1994年，昂格尔担任Brizola参选巴西总统的竞选组织者和首席政治顾问。在1989年，Brizola拿到第三名，没获取第二名，这已经使他有资格通过给予卢拉非常小的帮助来对决Fernando Collor de Mello。在第二轮选举中，Brizola和昂格尔都支持卢拉，但是Collor最终击败了卢拉，获选为总统。
1998年和2002年，昂格尔还帮助组织过前财政部长和Ceara州州长Ciro Gomes的总统竞选。在1998年，Gomes赢得11%的选票名列第三位，而在2002年，他获得12%的选票列第四位。昂格尔在1996年与Gomes写作过《下一步：新自由主义的替代方案》。再一次，在第二轮选举中昂格尔支持卢拉，后者最终击败Jose Serra而赢得总统职位。
根据这种支持其他具有政治向心力的人的经验，昂格尔发现，如同他记述的，他犯了“政治中哲学家的经典错误，即力图找到其他人去从事这项工作。” 在2000年，他参加圣保罗市市长预选，但是当情况清楚表明，昂格尔可能赢得候选人资格从而挑战党的控制的时候，PPS党领导人质疑这次预选。 昂格尔还于2006年以PRB党候选尝试参加总统选举，但是该党决定不提名自己的候选人而是支持工党的卢拉。

### 出任總統府战略事务部长
昂格尔看到卢拉总统的第一个任期十分保守而且充斥着丑闻。他撰写文章称卢拉政府为“巴西史上最大的腐败”，要求对他进行弹劾。 尽管有这样的批判，卢拉的许多顾问坚持，他应当邀请昂格尔加入他的政府。2007年6月，在赢得第二个任期之后，卢拉任命昂格尔作为新成立的长期项目规划秘书处處長（即后来称为战略事务部的岗位）。
昂格尔的官员生涯是努力实践他的纲领。看到了小企业的发展未来并且倡议一种如同政府掌握的风险资本基金一样发挥作用的轮换资本基金，他推动信用贷款快速向较小的生产者以及一个技术支持中心的分散网络（它有助于自下而上地扩大中产阶级）扩散。 他进一步要求政治采取措施，以扩大获取生产能力（如信息技术）的进路，要求国家集中力量配给和监控市民社会而不是简单提供社会服务。 昂格尔在任内制定的规划集中于赋予“普通人们一种工具，通过它使得社会活力变成沃土和生产力。”他的目的是使用国家权力和资源去帮助大多数贫困的工人“跟上先富起来的人”。 他发展出一系列的部门和地区计划，通过民主化市场经济和重构市民社会，大体勾勒出立基于扩大经济和教育机会的发展模式。
在部门方面，昂格尔改造了教育结构并且重订了劳动法。就教育而言，他实施一种再教育的模式，在其中，分析性的以解决问题为中心的教育与技术教育相匹配，这种模式关注于思维能力而不是特定的工作技能。今天，已经有了数百种此类机构。 他进一步制定立法以便帮助国家、政府和地方管辖权能够进入一般的实体：能在地方学校体系跌落至最低的质量标准之下时实施干预，“如同一位独立的官员可以在破产法第11章之下修复一家衰落的企业一样修复这个学校体系。” 就劳动法而言，昂格尔与工会共同起草了新的劳动法，用于保护和组织临时工、合同工以及那些在非正式经济体工作的人们。
在地区方面，昂格尔最有影响的工作是为亚马逊州制定了发展战略，通过使发展更具有社会包容性而在环境上更可持续。他起草并通过了立法，通过赋予开垦荒地的小规模拓荒者们以清新的产权去管理他们，这将建立激励，使他们在获取经济利益的同时维护土地。包括在这项法律中的还有阻止大规模的土地兼并。这项立法的目的是通过给予亚马逊州的居民所有权，并且把他们的利益与土地的维护相联系，而不至于由于产权不清而尽快掠夺土地，从而赋予他们更大的权能。这项立法已获通过，现已生效。
昂格尔在政府中服务了两年。2009年6月26日，卢拉总统宣布昂格尔将离开政府回到哈佛。

### 巴西外之政治活動
昂格尔发展全球范围的社会、政治和经济替代方案的努力使他经常参与世界各地的讨论。 他在各类参与中使用的方法认为，当代社会面对的问题不具有国别差异，一般性的结构安排可以首先被应用，允许地方在社会、经济和政治领域中创新、变通和发展。不过，对昂格尔而言，不存在某种制度蓝图，只有一种可以被指示出来的方向和一种可以被应用去允许进一步制度创新和实验的一般性建议。昂格尔的主导原则是，制度变通性需要在那种应用体制中得到建造，并且，通过这种方式，多样的地方实验在世界范围内能够得到实施。 
昂格尔最有前途的一项政治参与是1990年代后期的「拉美替代方案」。昂格尔与墨西哥政治家、政治学家Jorge Castaneda Gutman集合起一个政治家和商界领袖的非正式网络，致力于重画政治版图。这个团体的目标是提出对于新自由主义的批判，以及一种完全不同的战略和制度发展模式。他们传播建议，例如保障每个公民的「社会权利」（教育，就业，等等），打破媒体寡头垄断，坚持乡镇议会去帮助市民监督市政开支。该团体多年来召开了许多会议，参会的包括巴西财政部长Ciro Gomes，智利议员Carlos Ominami，阿根廷政治家Dante Caputo和Rodolfo Terragno，墨西哥政治家、后来担任总统的Vicente Fox。 会议于1997年产生了一份题为「布宜诺斯艾利斯共识」的文件，Castaneda称之为「新自由主义和华盛顿共识的终结」。 这项共识在2003年得到阿根廷总统Nestor Kirchner和巴西总统卢拉正式签署。 其他签署该文件的拉美领导人包括Fox，后来成为智利总统的Ricardo Lagos，墨西哥政治家Cuauhtemoc Cardenas，尼加拉瓜前副总统Sergio Ramirez，后来成为阿根廷总统的Fernando de la Rua，和巴西前总统Itamar Franco。
在2008年美国总统大选中，昂格尔经常通过邮件和Blackberry同候选人奥巴马联系。 此后，他成为奥巴马政府的批评者，在2012年选举中主张把奥巴马选下来作为改造民主党的第一步。

### 当前参政情况
昂格尔近期的政治工作集中在巴西西北部的朗多尼亚州。他认为，该州的人力和自然资源集中了能够成为巴西新型发展模式先锋的全部条件。接受《朗多尼亚新闻报》访问时，他说：“朗多尼亚是一个由多种中小企业和巴西政府共同组成的州，这在我们国家独一无二。”
他已经周游该州，发表公开演讲，鼓励地方性的政治对话和政治参与。 与Joao Aparecido州长一起推动发展规划， 昂格尔已经勾画出一系列重要的要点区域。首先是通过恢复退化的草场、供给肥料和石灰、多样化作物和畜牧业，将农业模式从集约种植型变为工业化生产型。第二个关键的规划是把教育从死记硬背式学习转变为创造性思考及参与。他力促开放了Porton Velho的Teixeira学校。 另一项持续的计划是根据他的教育学理论建造一个新的教育中心，在那里，行为不检的人可以重新被整合入城市生活。

## 境遇及影响
昂格尔的哲学工作已经因其成功捕捉到某些人类存在的基本和持续性难题而获得热烈追捧。 它已经被拿来与康德的道德法则直接对话， 也据说已给予了“休谟的剃刀”（Hume’s Guillotine，即事实与价值的截然二分）一个回答。 昂格尔对自由主义的分析，和他通过重新思考个人性而建造的哲学纲要，也已经启发了精神病学的新思考和新方法。
1987年，西北大学法律评论推出了对于昂格尔作品的全面讨论，赞赏他那三卷本巨制《政治：建构性社会理论的作品》的出现为“重要的思想事件”。西北大学法学教授Michael J. Perry评论昂格尔创造了社会理论的伟大作品，敢于将法律、历史、政治和哲学勾连起来放置在一个单一的、涵盖一切的叙述中。此后，Cornel West、Perry Anderson、Richard Rorty和许多其他顶级学者都发表了详细的——同时，经常是赞赏性的——文章论述昂格尔的规划。
《政治》的早期评论者有质疑昂格尔似乎存在着这样一种困境：他在批判一种思想体系及其历史传统时，没有使自己也服从于相同的批判性审视。一位评论者写道：“较少得到承认的是，他自己是在一种特殊的社会-历史语境中从事写作。” 另一位评论者追问：“昂格尔自身处在什么样的语境中，为什么这个语境本身没有经受批判的锤问。” 此类批判很多程度在昂格尔后来的著作中得到了回应。 
批判者也因其缺少社会和政治建议的实例或者具体图景而犹豫生疑。 如同一位批评者写道：“想象昂格尔的主张会付诸实践是困难的”，并且“他没有告诉我们要创造什么。” 然而，有人已经指出，此类读者想象力的缺乏才是关键所在， 而昂格尔也已用其论述社会、政治、经济替代方案的著作回答了此类批评。 

## 著作
•	Knowledge and Politics, Free Press, 1975.（中译本：《知识与政治》，支振锋译，中国政法大学出版社，2009年）
•	Law in Modern Society, Free Press, 1976.（中译本：《现代社会中的法律》，吴玉章、周汉华译，中国政法大学出版社，1994年/译林出版社，2001年/2008年）
•	Passion: An Essay on Personality, Free Press, 1986.
•	The Critical Legal Studies Movement, Harvard University Press, 1986.
•	Politics: A Work in Constructive Social Theory, Cambridge University Press, 1987, in 3 Vols: 
o	Vol 1 - False Necessity: Anti-Necessitarian Social Theory in the Service of Radical Democracy.
o	Vol 2 - Social Theory: Its Situation and Its Task - A Critical Introduction to Politics: A Work in Constructive Social Theory.
o	Vol 3 - Plasticity Into Power: Comparative-Historical Studies on the Institutional Conditions of Economic and Military Success.
•	What Should Legal Analysis Become?, Verso, 1996.（中译本：《法律分析应当为何？》，李诚予译，强世功校，中国政法大学出版社，2007年）
•	Politics: The Central Texts, Theory Against Fate, Verso, 1997, with Cui Zhiyuan（崔之元）.
•	Democracy Realized: The Progressive Alternative, Verso, 1998.（中译本：《被实现的民主：渐进性备选方案》，刘小平等译，中国政法大学出版社，2007年）
•	The Future of American Progressivism: An Initiative for Political and Economic Reform, Beacon, 1998 - with Cornel West.
•	What Should the Left Propose?, Verso, 2006.
•	The Self Awakened: Pragmatism Unbound, Harvard, 2007.（中译本：《觉醒的自我：解放的实用主义》，谌洪果译，北京大学出版社，2012年）
•	Free Trade Reimagined: The World Division of Labor and the Method of Economics, Princeton University Press, 2007.（中译本：《重新想象的自由贸易：劳动的世界分工与经济学方法》，高健译，北京大学出版社，2010年）
•	The Left Alternative, Verso, 2009 (2nd edition to What Should the Left Propose? Verso, 2006.)